# Aloe albovestita
Aloe albovestita là một loài thực vật có hoa trong họ Măng tây. Loài này được S.Carter & Brandham mô tả khoa học đầu tiên năm 1983.